# Carolina Otero
|  | La Bella Otero redirigeix aquí. Vegeu-ne altres significats a La bella Otero (desambiguació). |

Carolina Otero (Valga, 4 de novembre de 1868 - Niça, 10 d'abril de 1965) fou una ballarina gallega instal·lada a França, coneguda artísticament com la Bella Otero, i un dels personatges més destacats de la Belle Époque francesa en els cercles artístics i la vida galant de París. El seu vertader nom era Agustina Otero Iglesias.
Era filla d'una mare soltera que descuidà la seva educació. Després de patir una agressió sexual als deu anys, fugí de casa uns mesos després i no tornà mai al seu poble natal, Valga. En la fugida decidí canviar el seu nom de pila Agustina pel de Carolina. Treballà en una companyia de còmics ambulants portuguesos. En deixar la companyia, es dedicà a ballar en cafès i tavernes alhora que exercí la mendicitat i la prostitució arreu del país. El 1888 conegué a Barcelona un banquer que la volgué promocionar com a ballarina a França i la portà a Marsella. Aviat abandonà el banquer i es promocionà a si mateixa fins a arribar a ser una ballarina coneguda a tota França com La Bella Otero. En la promoció enfatitzà el seu origen espanyol (força exòtic a França en aquells dies) i fabulà que era andalusa i d'origen gitano. Les fabulacions i aventures fantàstiques d'Otero han perdurat fins als nostres dies i encara hi ha biògrafs que situen el seu naixement a Cadis filla d'una gitana.
Va arribar a actuar a Nova York el 1890 i a fer una gira per tot el món, cosa que li donà una fama internacional. L'Argentina i Rússia van ser uns dels països que visità i actuà més cops. En aquest últim va arribar a conèixer a Rasputin. Otero va actuar durant molts anys a París en el Folies Bergères, on era l'estrella i en el Cirque d'Eté. També actua en els París-concert d'aquesta capital on fou partenaire del ballarí valencià, Francesc Miralles. Es pot dir que va ser la primera artista espanyola coneguda internacionalment.

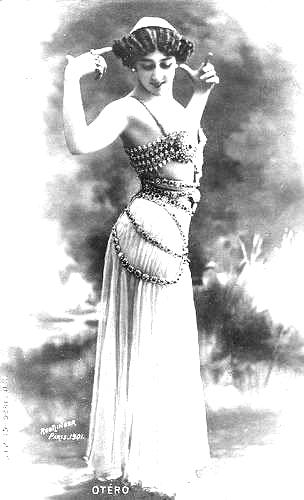
Carolina Otero

Otero no era una ballarina professional i el seu art era més instintiu que tècnic. Les seves danses eren una barreja d'estils flamenc, fandangos o danses exòtiques. També era una cantant competent i tenia qualitats per actriu. Va representar Carmen de Bizet i peces teatrals com Nuit de Nöel. Otero, a pesar dels seus èxits professionals, havia aconseguit ascendir en el món artístic gràcies al fet que exercí la prostitució i es feu amant d'homes influents. No era una pràctica estranya que les artistes exercissin de cortesanes per augmentar els seus ingressos. A la Belle Époque era habitual i als homes que podien pagar les astronòmiques sumes que costaven aquestes cortesanes els donava prestigi. Otero era una de les més famoses i cotitzades de l'alta societat parisenca. Va ser amistançada de Leopold II de Bèlgica, Alfons XIII d'Espanya, Eduard VII del Regne Unit, Aristide Briand (amb qui tingué una relació entranyable fins a la mort del polític), o Cornelius Vanderbilt, entre d'altres.
Otero arribà a reunir una fabulosa fortuna que malauradament perdé en els casinos de Montecarlo i Niça, ja que patia de ludopatia. Retirada dels escenaris el 1910, s'establí a Niça on visqué fins a la seva mort el 1965 totalment arruïnada, sola i visquent d'una pensió del casino de Montecarlo en agraïment dels milions de francs que s'hi va arribar a deixar. Mai es va casar.
De la seva vida se n'han escrit diverses biografies i se n'han fet pel·lícules i sèries per a la televisió. Com que Otero va inventar part del seu passat per obviar fets com la seva violació o els seus orígens extremadament humils, moltes biografies, pel·lícules o altres treballs entorn la seva persona tenen dades inexactes i fets que mai van succeir de debò.